# 布特南省
布特南省（阿拉伯语：‎）是利比亞的一個省，位於該國東北部，北臨地中海，東臨埃及。面積83,860平方公里。2006年人口159,536人。首府圖卜魯格。
1. ↑  . 22 January 2021..
2. ↑  . statoids.com.   [30 October 2009]. （原始内容存档于7 May 2012）..